# ديفيد ماكغولدريك
ديفيد ماكغولدريك (بالإنجليزية: David McGoldrick)‏ (29 نوفمبر 1987 بنوتنغهام في المملكة المتحدة - ) هو لاعب كرة قدم بريطاني في مركز الهجوم. شارك مع منتخب جمهورية أيرلندا لكرة القدم. أما مع النوادي، فقد لعب مع إيبسويتش تاون وبورت فايل وشيفيلد وينزداي وكوفنتري سيتي ونادي بورنموث ونادي ساوثهامبتون ونوتس كاونتي ونوتينغهام فورست.

## وصلات خارجية
- ديفيد ماكغولدريك على موقع الاتحاد الأوربي (الإنجليزية)
- ديفيد ماكغولدريك على موقع قاعدة بيانات كرة القدم.إي يو (الإنجليزية)
- ديفيد ماكغولدريك على موقع ناشيونال فوتبول تيمز (الإنجليزية)
- ديفيد ماكغولدريك على موقع Soccerbase.com (لاعب) (الإنجليزية)
- ديفيد ماكغولدريك على موقع Soccerway.com (الإنجليزية)
- ديفيد ماكغولدريك على موقع عالم كرة القدم.نت (الإنجليزية)
- ديفيد ماكغولدريك على موقع AS.com (الإسبانية)